# Florian Eckert
Florian Eckert (Oberstdorf, 7 febbraio 1979) è un ex sciatore alpino tedesco specialista delle prove veloci.

## Biografia
Eckert, attivo in gare FIS dal dicembre del 1994, fece il suo esordio in Coppa Europa il 18 dicembre 1996 a Haus in discesa libera, senza classificarsi, e vinse la medaglia di bronzo nello slalom speciale durante i Mondiali juniores del 1997, svoltisi a Schladming. Debuttò in Coppa del Mondo il 23 novembre 1999 nello slalom speciale di Beaver Creek, senza concluderlo.
Nella stagione 1999-2000 ottenne in supergigante tutti i suoi tre podi di carriera in Coppa Europa, dalla vittoria del 14 dicembre a Obereggen al 2º posto del 3 marzo a Galtür; a fine stagione risultò 2º nella classifica di specialità. Lo sciatore bavarese raggiunse l'apice della carriera nella stagione 2000-2001: durante i Mondiali di Sankt Anton am Arlberg, sua prima presenza iridata, vinse la medaglia di bronzo nella discesa libera dietro agli austriaci Hannes Trinkl e Hermann Maier, si classificò 17º nel supergigante e non completò lo slalom gigante; un mese più tardi, il 2 e il 3 marzo, ottenne i suoi unici podi in Coppa del Mondo giungendo per due volte secondo nelle discese libere disputate a Lillehammer Kvitfjell.
Nel 2004-2005, sua ultima stagione agonistica, vinse la medaglia d'oro nella gara a squadre durante i Mondiali di Bormio/Santa Caterina Valfurva, dove fu anche 12º nella discesa libera e 6º nel supergigante. La sua ultima gara in Coppa del Mondo fu il supergigante di Lenzerheide dell'11 marzo, che chiuse al 22º posto, e la sua ultima gara in carriera fu lo slalom gigante dei Campionati tedeschi juniores 2005, il 23 marzo seguente a Berchtesgaden.

## Palmarès

### Mondiali
- 2 medaglie:
  - 1 oro (gara a squadre a Bormio/Santa Caterina Valfurva 2005)
  - 1 bronzo (discesa libera a Sankt Anton am Arlberg 2001)

### Mondiali juniores
- 1 bronzo (slalom speciale a Schladming 1997)

### Coppa del Mondo
- Miglior piazzamento in classifica generale: 38º nel 2001
- 2 podi:
  - 2 secondi posti

### Coppa Europa
- Miglior piazzamento in classifica generale: 6º nel 2000
- 3 podi:
  - 1 vittoria
  - 1 secondo posto
  - 1 terzo posto

#### Coppa Europa - vittorie
| Data             | Località  | Paese  | Specialità |
| ---------------- | --------- | ------ | ---------- |
| 14 dicembre 1999 | Obereggen | Italia | SG         |

Legenda:

SG = supergigante

### South American Cup
- Miglior piazzamento in classifica generale: 12º nel 2002
- 1 podio:
  - 1 secondo posto

### Campionati tedeschi
- 11 medaglie[1]:
  - 6 ori (slalom speciale nel 1999; supergigante nel 2000; discesa libera, supergigante nel 2001; discesa libera, supergigante nel 2004)
  - 2 argenti (discesa libera nel 2000; slalom gigante nel 2005)
  - 3 bronzi (discesa libera nel 1998; discesa libera nel 1999; discesa libera nel 2005)